# Lucanus oberthuri
Lucanus oberthuri es una especie de coleóptero de la familia Lucanidae.

## Distribución geográfica
Habita en Sikkim y Nepal.